# 加丹加国
加丹加國（法語：État du Katanga），有时也被称作加丹加共和国，是1960年7月11日，軍閥莫伊兹·冲伯在剛果（利）的加丹加省宣布成立的一個國家，执政党为加丹加部族联盟，代表隆达部族利益。加丹加是原比属刚果資源最豐富、開發程度最高的地區之一，獨立時得到了和比利時政府密切相關的大企業以及超過6000人的比利時軍隊的支持。但獨立之後政權未能得到當地民眾足夠支持，特別是北部的盧巴族的分離傾向更為顯著。加丹加獨立之後剛果共和國爆發內戰。1963年1月21日，莫伊茲·沖伯宣布投降。現在加丹加是剛果民主共和國的一部分。